# Dorsa Aldrovandi
I Dorsa Aldrovandi sono un sistema di creste lunari intitolato al naturalista, botanico ed entomologo italiano Ulisse Aldrovandi nel 1976. Si trova nel Mare Serenitatis e ha un diametro di circa 136 km.